# Helgi
Helgi ist ein männlicher Vorname. Er ist die isländische und färöische Form von Helge.
Eine dialektale Variante ist Helle.

## Namensträger
Vorname
- Helgi (Wölsungen), mythologische Gestalt aus dem Nordischen Sagenkreis

- Helgi Björnsson (* 1958), isländischer Schauspieler und Sänger
- Helgi Valur Daníelsson (* 1981), isländischer Fußballspieler
- Helgi Áss Grétarsson (* 1977), isländischer Schachspieler
- Helgi Hrafn Gunnarsson (* 1980), Politiker der isländischen Piratenpartei Píratar
- Helgi Hjörvar (* 1967), isländischer Politiker der sozialdemokratischen Allianz
- Helgi Jóhannesson (* 1982), isländischer Badmintonspieler
- Helgi Jónsson (* 1979), isländischer Produzent, Sänger, Songwriter und Multiinstrumentalist
- Helgi Kolviðsson (* 1971), isländischer Fußballspieler und -trainer
- Helgi Ólafsson (* 1956), isländischer Schachspieler
- Helgi Pjeturss (1872–1949), isländischer Geologe und Philosoph
- Helgi Schmid (* 1986), deutscher Schauspieler
- Helgi Sigurðsson (* 1974), isländischer Fußballspieler
- Helgi Tómasson (* 1942), isländisch-amerikanischer Tänzer, Choreograf und Ballettdirektor
- Helgi Ziska (* 1990), färöischer Schachspieler

Zweitname
- Björgvin Helgi Halldórsson (* 1951), isländischer Popsänger